# Joseph Merrick

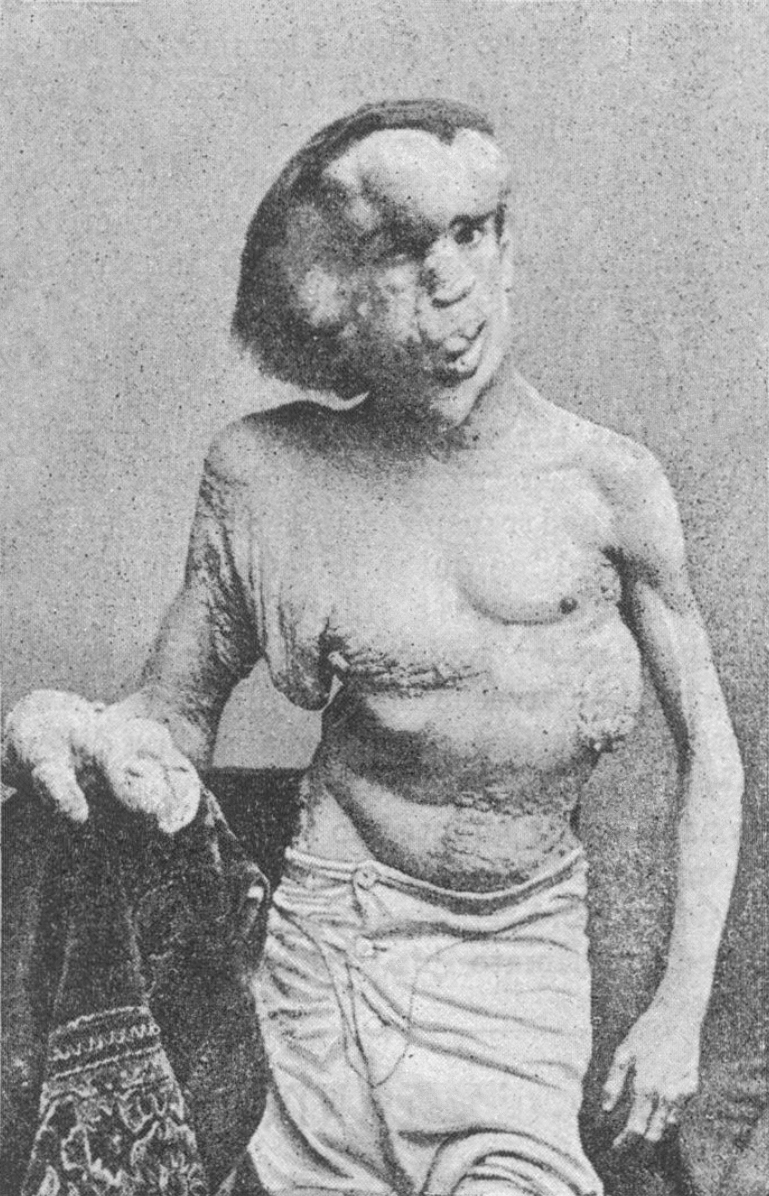
Joseph Merrick

Joseph Carey Merrick (n. 5 august 1862, Leicester — d. 11 aprilie 1890) a fost un englez supranumit „omul elefant” datorită aspectului său fizic cauzat de un defect congenital. Boala i-a câștigat simpatia conaționalilor săi.
Boala Omului Elefant se numește Sindromul Proteu, cunoscut și sub numele de sindromul Wiedemann (după medicul pediatru german Hans-Rudolf Wiedemann). Este o tulburare rară, complexă, cu implicare multi-sistemică și cu o mare variabilitate clinică.